# Peg o' My Heart (1933)
Peg o' My Heart is een Amerikaanse dramafilm uit 1933 onder regie van Robert Z. Leonard. Destijds werd de film in Nederland uitgebracht onder de titel Peggy m'n kind.

## Verhaal
Peg is een eenvoudige Ierse meid. Ze wordt bij haar vader weggehaald en haar een deftig Engels landgoed gebracht, omdat het testament van haar grootvader dat vereist. Ze moet er leren om een echte dame te worden.

## Rolverdeling
| Acteur               | Personage            |
| -------------------- | -------------------- |
| Marion Davies        | Peg O'Connell        |
| Onslow Stevens       | Jerry Markham        |
| J. Farrell MacDonald | Pat O'Connell        |
| Juliette Compton     | Ethel Chichester     |
| Irene Browne         | Mevrouw Chichester   |
| Tyrell Davis         | Alaric Chichester    |
| Alan Mowbray         | Kapitein Chris Brent |
| Doris Lloyd          | Grace Brent          |
| Robert Greig         | Jarvis               |
| Nora Cecil           | Smythe               |
| Geoffrey Gill        | Terance              |